# Saint-Maulvis

Saint-Maulvis este o comună în departamentul Somme, Franța. În 1 ianuarie 2022 avea o populație de 280 de locuitori.